# Dynamine 2
La dynamine 2 est l'une des trois dynamines, famille de protéines cytoplasmiques associée aux clathrines et impliquée dans la formation de vésicules lors de l'endocytose. Son gène est le DNM2 situé sur le chromosome 19 humain.

## Rôles
Elle intervient dans l'endocytose, en particulier dans sa version « lente ».
Par ailleurs, elle stimule la migration des lymphocytes à partir des organes lymphoïdes, en favorisant l'internalisation du récepteur S1PR1.
Elle favorise l'angiogenèse en facilitant l'internalisation des intégrines et régule la sécrétion d'insuline.